# Braciaca
Braciaca ist der Name eines keltischen Gottes, der nach der Interpretatio Romana mit Mars gleichgestellt wird. Der Name könnte mit der keltischen Bezeichnung für „Malz“ oder „Bier“ zusammenhängen. Von einigen Keltologen wird er auch mit Dionysos in Zusammenhang gebracht. Bei Plinius dem Älteren wird eine Verbindung zur bäuerlichen Funktion von Mars genannt und bracis mit „Weizen“ übersetzt, was ebenfalls auf (Weizen-)Bier hindeutet.
Braciaca ist in einer einzigen Weiheinschrift auf einem Altarstein aus Bakewell (Derbyshire) bezeugt.